# Повернення (фільм, 1960)
Повернення (рос. Возвращение) — радянський художній фільм 1960 року, знятий на Одеській кіностудії.

## Сюжет
Стефан Суббота, емігрувавши до Америки, п'ятнадцять років поневірявся в пошуках заробітків. Накопичивши грошей, герой обзавівся невеликою фермою і з приходом весни приїхав в рідне село в Україну, де всі ці роки чекала його Христина. Багато що змінилося в житті Закарпаття — і як не любила його Христина, а їхати з ним відмовилася. Стефан, вирішивши провести в рідних краях літо, влаштувався на тимчасову роботу, перестав журитися з кинутої фермі — і, урешті-решт, залишився тут назавжди.

## У ролях
- Генріх Осташевський — Стефан Субота
- Наталія Богомолова — Христина Субота
- Василь Векшин — Андрій Тукар
- Людмила Татьянчук — Анна Тукар
- Олександр Гай — Ілько Горуля
- Всеволод Якут — Антоніо
- Яків Павлов — Петро Куштан
- Петро Вишняков — вербувальник
- Семен Кошачевський — представник фірми
- Василь Бідяк — Бубнар
- Борис Молодан — епізод
- Микола Рушковський — епізод
- Іван Колесніченко — епізод

## Знімальна група
- Режисер — Марко Терещенко
- Сценарист — Матвій Тевелєв
- Оператор — Радомир Василевський
- Композитор — Борис Карамишев
- Художник — Михайло Заєць